# Lonato del Garda
Lonato del Garda (lombardul: Lunà, kelet-lombardul: Lonàt) település Olaszországban, Lombardia régióban, Brescia megyében. Lakosainak száma 16 911 fő (2023. január 1.). Lonato del Garda Bedizzole, Calvagese della Riviera, Cavriana, Desenzano del Garda, Solferino, Calcinato, Castiglione delle Stiviere, Padenghe sul Garda és Pozzolengo községekkel határos.

## Népesség
A település lakossága az elmúlt években az alábbi módon változott:
| Lakosok száma | 16 307 | 16 506 | 16 911 |
|               | 2017   | 2018   | 2023   |